# 分割二重音字
分割二重音字（ぶんかつにじゅうおんじ、Split digraph）とは、子音字によって分割された母音二重音字のことである。１つの音をあらわす２つの母音字のあいだに子音字が割り込む場合をさす。
現代の英語の一般的な傾向として、a-e, e-e, i-e, o-e, u-e の５つのみ(ex. cake, theme, nice, rose, cute)が示される。
-y-e は i-e と同じ読み方であるが、数は多くない。

## 分割二重音字かマジックeか
分割二重音字は、マジックeという呼び方でも知られている。ただし、この呼び方を"ややこしい、魔法ではなく実際に仕事をしているのだ"として避ける先生方もいるが、そうは言っても、"綴りにおもしろい要素をあたえ、それを子供たちは楽しむ"として好んで使う先生方もいるのだという。
従来のように、語末にサイレントeをつけたら母音字の読み方も単語の意味も変わるという教え方もある。他の母音のパワーを強くして自らは力を失うという説明もある。
ほかにも、pieやtieの"ie"、toeやdoeの"oe"が、子音字で分断されてpipe, tile, tone, domeになる。そして、"i-e" も "ie" も、eはサイレントではなく、ダイグラフ（２字１音）の一部なのであり、マジカルではない、という考え方もある。
doe, toe が先で、そのあとnote を示し、それから語末のeについて考えて云々というアプローチもある。

## ae, ee, ie, oe, ue
a-e, e-e, i-e, o-e, u-e のような分割二重音字を使わずに、sundae, see, pie, doe, cue などにおけるような母音の二重音字 ae, ee, ie, oe, ue を使って [eɪ], [iː], [aɪ], [oʊ], [juː] をあらわすような英語の綴り字改革案も存在する。サウンドスペルは、その一例である。
母音字に直接eをつけて長い母音をあらわそうとするこころみは、すでに16世紀前半にはあったという。ただし、今のところ、定着するには至っていない。